# 2-ра механизирана бригада
Втора тунджанска механизирана бригада е военно формирование на българската армия.

## История
Създадена е с министерска заповед ОХ № 00515 от 7 юли 1998 г. Заповедта е изпълнена на 1 септември 1998 г. и бригадата е създадена като втора лека пехотна бригада с щаб в Стара Загора. От 2012 г. става механизирана бригада и е една от основните единици на сухопътните войски на българската армия. Бригадата е наследник на втора мотострелкова дивизия, която е създадена през 1962 г.

## Наименования
- 2-ра лекопехотна бригада (7 юли 1998 – 1 юли 2012)
- 2-ра механизирана бригада (от 1 юли 2012 г.)

## Командири
- Генерал-майор Димитър Димитров (1998 – 7 юли 2000)
- Полковник Мирослав Маринов (7 юли 2000 – 9 май 2003)
- Бригаден генерал Янко Янев (9 май 2003 – 3 май 2004)
- Бригаден генерал Нейко Ненов (3 май 2004 – 4 май 2005)
- Бригаден генерал Цветан Харизанов (4 май 2005 – 1 юни 2008)
- Бригаден генерал Ангел Главев (1 юни 2008 – 3 май 2010)
- Бригаден генерал Петър Петров (3 май 2010 – 1 ноември 2012)
- Бригаден генерал Любчо Тодоров (1 ноември 2012 – 1 юли 2014)
- Бригаден генерал Димитър Илиев (1 юли 2014 – 1 април 2016)
- Бригаден генерал Костадин Кузмов (1 април 2016 – 15 август 2019)
- Бригаден генерал Стоян Шопов (15 август 2019 – 15 януари 2022)
- Бригаден генерал Станимир Христов (15 януари 2022 – 6 май 2024)
- Бригаден генерал Мирослав Костадинов (от 6 май 2024)